# Loss

Versión minimalista de «Loss», mostrando la composición básica de la tira.

«Loss» (literalmente en idioma español, «pérdida»), a veces también referida como «Loss.jpg», es una tira del webcómic de videojuegos Ctrl+Alt+Del, publicada el 2 de junio de 2008 por Tim Buckley. Durante una historia donde el protagonista Ethan y su novia Lilah esperan por su primer hijo, la tira —presentada como un cómic de cuatro paneles sin diálogos— muestra a Ethan entrando a un hospital, preguntando a la recepcionista por indicaciones, hablando con el doctor, y finalmente encontrando a Lilah llorando de lado en una camilla, insinuando que ha sufrido un aborto espontáneo. Buckley citó eventos personales de su vida como inspiración para el cómic. 
Desde su publicación, la tira generó una gran recepción negativa por parte de críticos y otros autores, especialmente por el cambio de tono en el webcómic, y como ejemplo de «fridging». Aunque eventualmente cosechó un legado como meme de internet, con ediciones de la tira y representaciones minimalistas de su estructura visual.

## Trasfondo
Ctrl+Alt+Del, abreviado como CAD, es un webcómic creado por Tim Buckley en octubre de 2002, la serie se centra en los protagonistas Ethan y Lucas, y más tarde también, en el interés amoroso del Ethan, Lilah. Antes de «Loss», CAD se enfocaba en el humor sobre videojuegos, alternando entre arcos argumentales de múltiples tiras y gags individuales, a veces mostrando a los protagonistas en un sillón bromeando del videojuego que jugaban. 
Brian Feldman de la revista New York describiría el tono inicial del cómic como «divertido en el mejor de los casos e infantil en el peor, recurriendo a la violencia como remate con una frecuencia notable».
En 2008, durante una historia en que Ethan y Lilah esperaban un bebé, Buckley publicó «Loss», con un dramático cambio de tono respecto a las tiras anteriores de CAD. La tira en cuestión, culminaba con Ethan descubriendo que Lilah había sufrido un aborto espontáneo. Habría dos tiras más ubicadas en el hospital dentro de la historia, tras eso, CAD volvió a su contenido normal. Cuando se publicó «Loss», Buckley escribió un blog explicando que había planeado la historia por años. El desenlace de la trama estando directamente inspirado en un suceso de su vida personal, siendo este un embarazo no planificado y un aborto espontáneo con una exnovia en la universidad.

## Recepción

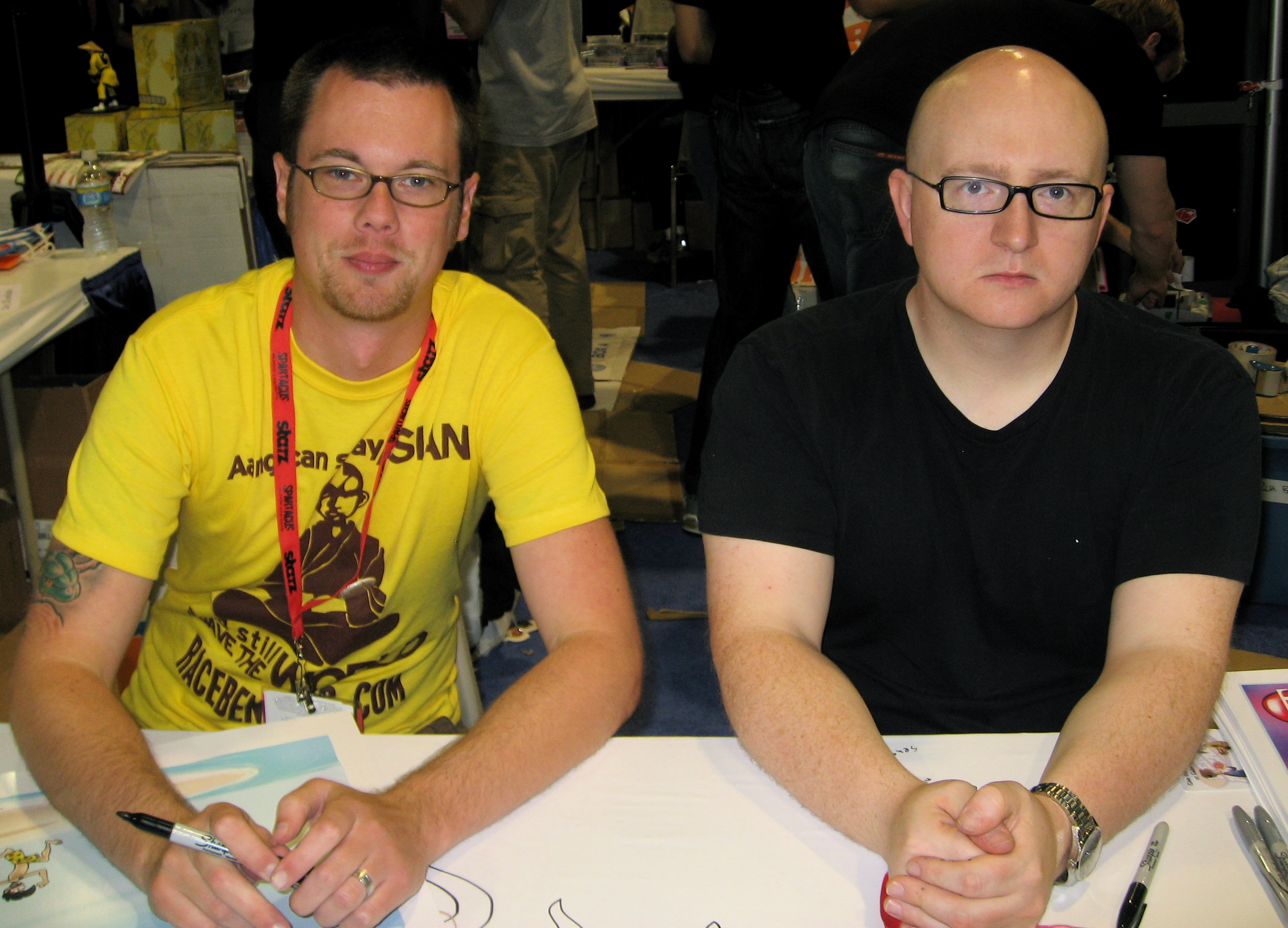
Mike Krahulik (izquierda) y Jerry Holkins (derecha), creadores de Penny Arcade.

«Loss» sería recibido negativamente por parte de la crítica y otros autores de webcómic. Mike Krahulik y Jerry Holkins, creadores de Penny Arcade, serían entrevistados acerca de la tira en Joystiq; ambos la criticarían, con Holkins describiendo a Buckley como el «Anticristo», citando humorísticamente a «Loss» y su trama como el primer jinete del Apocalipsis. Ben Yahtzee Croshaw, creador de la serie de reseñas sobre videojuegos Zero Punctuation, referenciaría CAD en su episodio sobre webcómics de videojuegos, donde mencionaría que tener una trama donde un personaje sufre un aborto espontáneo en un webcómic conocido por su humor sería considerado «un cambio de tono extraño en el mejor de los casos y un irrespeto enorme del tema en el peor». Mike Fahey de Kotaku, previamente un autodeclarado fan de CAD, estaría de acuerdo con Croshaw, expresando ser incapaz de leer la serie como antes. En 2021, Fahey llamaría la tira un «aborto de publicación [de cómic]».
La tira también recibiría críticas por ser un ejemplo de «fridging», término acuñado por el sitio web Women in Refrigerators, donde un autor usa el trauma de un personaje femenino como dispositivo de trama en la historia de un personaje masculino. Las dos tiras que le seguirían a «Loss» en la historia solo mostrarían las reacciones de Ethan y sus amigos al aborto, y no enseñarían a Lilah ni su reacción.

## Legado como meme de internet

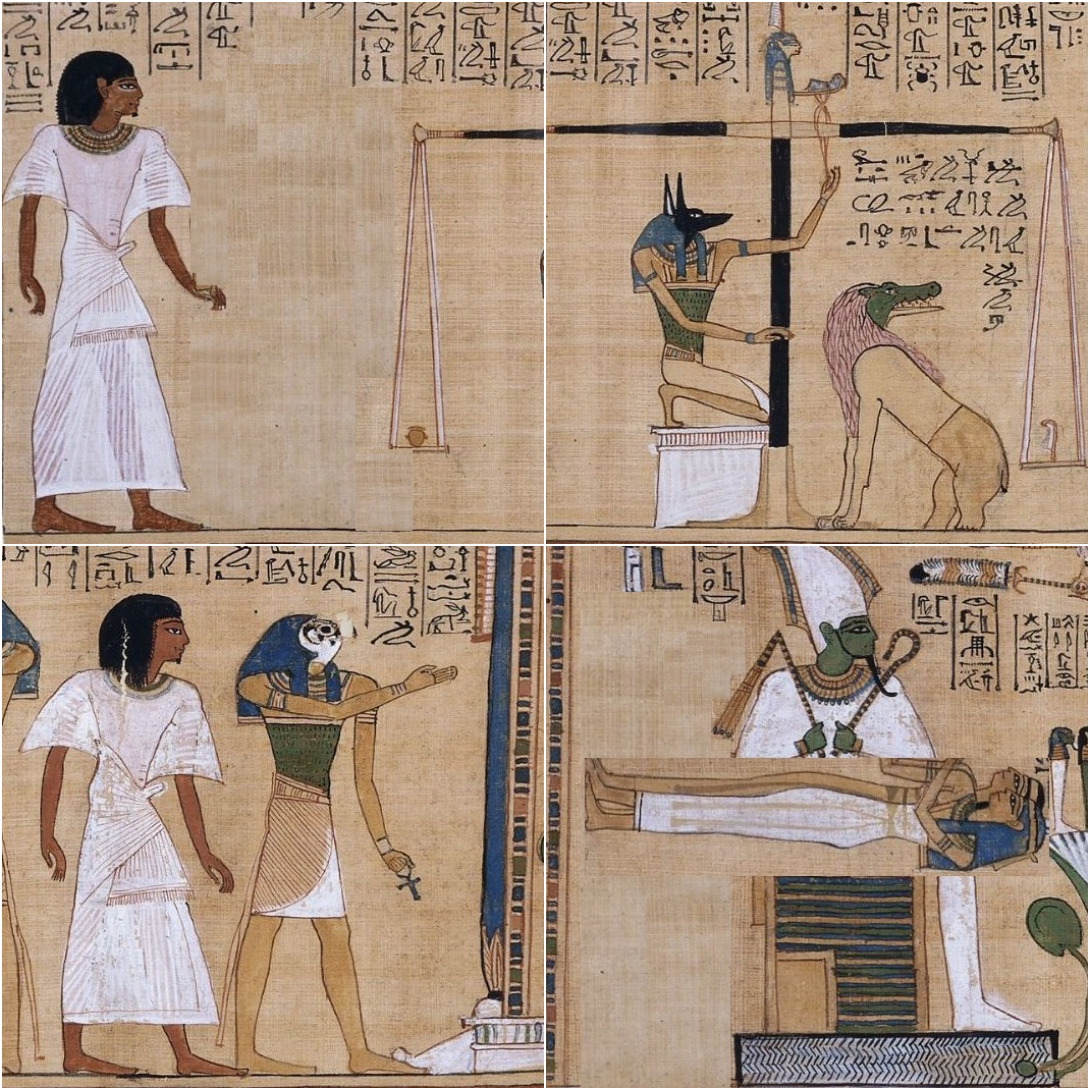
Ejemplo de un meme de «Loss» a partir del Papiro de Hunefer

Después de que la tira fuera publicada, se convertiría inmediatamente en un meme de internet, con usuarios de sitios como 4chan y Tumblr creando ediciones de la misma, recreando el cómic con escenas de diferentes obras, como Futurama o Pokémon. El tablón de videojuegos de 4chan, /v/, incluso llegaría a vetar a aquellos usuarios que abrieran nuevos hilos de estas ediciones. Las parodias subsecuentemente se tornarían más abstractas, representando esta con diversos objetos comúnmente ubicados en la misma posición que los personajes, así como comida, tuberías de Super Mario Bros., o el texto de «For Sale: Baby shoes, never worn». Versiones minimalistas del meme tratan de la secuencia en el mismo estilo de cuatro paneles; el primer panel con una única línea vertical, el segundo panel con dos líneas verticales, la segunda ligeramente más baja, el tercer panel con dos líneas verticales del mismo tamaño, y el cuarto panel con una línea vertical y otra horizontal. Una respuesta común al reconocer el meme es «Is this Loss?» [«¿Esto es Loss?»]. El meme tendría un resurgimiento en 2017. 
Brian Feldman la nombraría como «la más larga broma sobre abortos espontáneos de internet». Aryehi Bhushan del periódico escolar Varsity, escribiría sobre «Loss» como meme, alabando su longevidad comparada con la corta esperanza de vida que poseen otros memes. En 2016, el pódcast Reply All se discutiría sobre la tira en un análisis de una variante de «Loss» usada como broma acerca de los resultados en las elecciones presidenciales de Estados Unidos de 2016. Los anfitriones le describirían como un patrón al que los espectadores nunca reconocerían a menos que ya estuvieran familiarizados, agregando que la tira era rígida e icónica, lo que la hacía fácil de parodiar.